# 天主教君士坦丁教區
天主教君士坦丁教區（拉丁語：Dioecesis Constantiniana (-Hipponensis Regiorum)）是阿爾及利亞一個羅馬天主教教區，屬阿爾及爾總教區。
羅馬帝國時期，教區在基爾塔建立了。現代的教區於1866年7月25日成立，包括地中海東部沿岸；2006年時有教友300人（佔轄區總人口不足0.1%）、七個堂區和十八名司鐸。現任教區主教為尼各老·勒爾努。